# Joseph (comics)
Pour les articles homonymes, voir Joseph.
Joseph est un personnage de fiction Marvel Comics, dont il fut brièvement membre des X-Men. Il apparaît pour la première fois dans Uncanny X-Men #327 en décembre 1995 et il fut créé par Scott Lobdell et Roger Cruz. Clone de Magnéto, il possède tous les pouvoirs de ce dernier mais en a une maîtrise moins parfaite.

## Histoire
Amnésique retrouvé par sa sœur Maria, la gérante de l'orphelinat du Saint-Sépulcre au Guatemala, peu après l’explosion d’Avalon, il est d'abord confondu avec Magnéto : même physique, même pouvoirs, Joseph avait cependant la carrure d'un homme d'une vingtaine d'années, faisait souvent des allusions à la Seconde Guerre mondiale et surtout n'avait pas les mêmes idéaux que son modèle.
Il est obligé d'utiliser ses pouvoirs contre des criminels qui attaquait l'orphelinat, ce qui lui valut d'être rejeté par les autres orphelins. Sur les conseils de Maria, il part alors rencontrer les X-Men aux États-Unis pour faire équipe avec eux. Il y fait la rencontre de Malicia et alors qu'ils vivent alors une attirance réciproque, il trouve alors le moyen de la toucher en générant une gaine magnétique tout autour de sa peau.
Il fit partie de l’équipe partie aider les Shi'ar contre la Phalanx. Ainsi il assista au procès de Gambit orchestré par Erik le Rouge (identité utilisée alors par Magnéto).
Sabra, un agent mutant israélien chargé de tuer Magnéto, lui révèle qu'il n'est pas celui-ci.
Son origine est expliquée dans "Magneto War" : il a été cloné par Astra à partir de cellules récupérées après la chute d'Avalon. Le but de cette manœuvre est de fournir à Astra une arme capable de s'opposer à Magnéto. Le combat entre les 2 rivaux s'est terminé par une blessure de Joseph à la tête entraînant son amnésie et un atterrissage dans la jungle où Sœur Marie l'a recueilli. 
À la fin de la confrontation de la "Magneto War", Joseph se sacrifiera pour restaure le champ électromagnétique terrestre mis à mal par Magnéto.
Il fut ressuscité quelques années plus tard par Astra, il forme sa propre Confrérie des mauvais mutants avec des clones de la première incarnation. Magnéto, alors dans le camp des X-Men, va tuer les clones et vaincre Joseph. 